# Octaspidiotus bituberculatus
Octaspidiotus bituberculatus är en insektsart som beskrevs av Tang 1984. Octaspidiotus bituberculatus ingår i släktet Octaspidiotus och familjen pansarsköldlöss. Inga underarter finns listade i Catalogue of Life.